# 새벽의 황당한 저주
《새벽의 황당한 저주》(영어: Shaun of the dead)는 2004년 영국에서 제작된 로맨틱 코미디 좀비 공포 영화로, 감독은 에드거 라이트이다.
좀비 영화계 금자탑인 1978년 영화 《시체들의 새벽》(Dawn of the Dead)을 패러디한 작품으로, 코미디 요소가 많고 사랑 얘기도 엮여있어서 개봉시 홍보 문구가 "RomZomCom(로맨스좀비코미디)"였다.
내용상 서로 연관성은 없으나 모두 이탈리아 아이스크림 코르네토가 등장하여 Three Flavours Cornetto(→세 가지 맛 코르네토)로 묶여 불리는 코미디 영화 삼연작 중 첫 번째 작품이다. 세 작품은 에드거 라이트가 연출하고, 라이트와 사이먼 페그가 공동 각본을 썼으며, 니라 파크가 제작했다는 공통점이 있다. 이 영화에서는 피와 좀비를 상징하는 빨간색 딸기맛 시럽이 첨가된 코르네토를 먹는 장면이 등장한다.

## 줄거리
런던의 가전제품점에서 근무하는 시덥잖은 인간 숀은 그 무기력하고 애매한 태도 때문에 여자친구인 리즈에게 차이고 만다. 의기소침해있던 숀이지만 다음날 일어나보니 온 마을이 좀비로 들끓는 것을 뒤늦게 알아채고 어머니와 리즈를 구하기 위해 식객 에드와 같이 고군분투한다.

## 등장인물
- 숀 (사이먼 페그 분)

런던의 가전제품점에서 일하는 밍숭맹숭한 사나이. 29세. 직장에선 자기보다 어린 부하에게 완전 먹혀버렸다. 사생활에선 친구인 에드와 피트 셋이서 공동생활을 하고 있다. 리즈와는 애인 사이였지만 데이트에 항상 에드를 끌고 오는 데다가 데이트 장소는 늘 펍 「윈체스터」로, 무드도 없고 전혀 관계 진전이 없었고 결국 차이고 만다. 그때 마을에 좀비가 들끓게 되었고 늦게나마 사태의 심각성을 알게 된 숀은 전 애인인 리즈와 어머니를 구하기 위해 에드와 같이 얼토당토않은 계획을 세우고 행동에 옮긴다. 친부를 어릴 때 여의었고 필립이 양아버지인데 까다롭고 엄격한 성격이기 때문에 경원하고 있다. 여동생이 있다.
- 에드 (닉 프로스트 분)

숀과는 초등학교 때부터 친구. 뚱보에 백수다. 대낮부터 맥주를 마시고 하루종일 지겹게 게임을 하는 등 타락한 생활을 하고 있다. 분위기 파악을 전혀 못하며 제멋대로 행동하여 숀을 난처하게 만들고 있다. (좀비 떼에 둘러싸인 와중에서도 태평하게 핸드폰으로 통화를 하는 등) 같이 사는 피트와는 매우 사이가 안 좋다. 일부러 방귀를 뀌고 숀에게 사과하며 그 반응을 즐긴다. 원숭이 흉내가 특기.
- 리즈 (케이트 애슈필드 분)

숀의 여자친구. 숀과는 그리스 여행을 갔을 때 만났다. 전혀 진도가 안나가는 관계에 염증이 생겨서 결국 그를 차버린다. 마을에 좀비가 창궐했을 때는 매션방에 데이빗, 다이앤과 같이 숨어있었지만 구해주러온 숀의 권유로 펍 「윈체스터」로 가게된다.
- 데이비드 (딜런 모런 분)

다이앤의 남자친구. 대학에서 강사를 하고 있다. 실은 리즈를 좋아했지만 학창 시절 차였다. 리즈의 연인인 재미없는 숀과 그 친구인 칠뜨기 에드를 내심 불쾌히 여기며 일행을 선도하려고 하는 숀과 충돌을 하게 된다. 우유부단한 면이 있지만 숀에게 대항하여 리더십을 발휘하려 앞뒤를 생각치 않고 행동하다 결과적으로 좀비들을 불러모으게 된다. 얼굴이 해리 포터를 닮았다. 숀은 "기분 나쁜 녀석"이라 말한다.
- 다이앤 (루시 데이비스 분)

데이비드의 여자친구. 팔리지 않는 여배우. 리즈에게 차여서 상심하고 있던 데이비드에게 다가가선 연인이 된다. 데이비드가 아직도 리즈를 잊지 못하고 있는 것은 알고 있지만 그래도 그를 사랑하는 모습을 보여준다. 배우답게 좀비들을 관찰하여 존 일행에게 좀비의 움직임을 강의한다. 숀은 "서툰 배우"라고 말한다.
- 바버라 (퍼넬러피 윌턴 분)

숀의 친모. 전남편과는 사별했으며 현재 남편은 필립. 마을에 좀비가 들끓는 심각한 상황인데도 제대로 이해가 안가는 모양이다.
- 필립 (빌 나이 분)

바버라의 남편이자 숀의 양아버지. 숀이 12살 때 바버라와 재혼했다. 숀을 훌륭한 어른으로 만들고 싶어서 엄격하게 대하며 숀은 이를 경원하고 있다. 좀비 소동으로 집 안에 들어오려고 한 좀비에게 물린다. 애마는 재규어. 소음같이 시끄러운 음악을 싫어한다.
- 피트 (피터 세러피너위치 분)

숀, 에드와 같이 사는 룸메이트. 회사에 다니고 있으며 자가용을 가지고 있다. 숀에 대해선 어느 정도 이해를 하지만 일은 전혀 안하고 집을 어지럽히기만 하는 에드와는 매우 사이가 나쁘다. 사건 전날 밤 귀가 도중에 좀비에게 물려서 욕실에서 벌거벗은 채로 좀비가 되고 만다.
- 이본 (제시카 하인스 분)
- 노엘 (레이프 스폴 분)

## 이모저모
- 감독인 에드거 라이트와 주연 사이먼 페그는 조지 로메로 감독의 《랜드 오브 데드》(2005)에 출연했었는데 좀비 역이라서 확인하기 어렵다. 출연 장면은 초반에 사슬로 묶인 PHOTOZOMBIE.
- 영화 후반부에 나오는 펍에서의 싸움에서 퀸의 Don't Stop Me Now가 주크박스에서 흘러나온다.

## 같이 보기
- 뜨거운 녀석들
- 지구가 끝장 나는 날